# 고리야마역 (나라현)
고리야마역(일본어: 郡山駅, こおりやまえき 코오리야마에키[*])은 일본 나라현 야마토코리야마시에 위치한 서일본 여객철도의 역이다.

## 역 구조
상대식 승강장으로 2면 2선의 지상역이며 교상 역사를 가지고 있다. 역사의 외관은 고리야마 성을 상징화한 것이다. 역 업무는 서일본 여객철도 교통 서비스에 의해 위탁되었다. 이코카 및 제휴 교통카드의 사용이 가능하다.
| 1 | ■ 야마토지 선 | 나라 · 가모 방면            |
| 2 | ■ 야마토지 선 | 오지 · 덴노지 · 오사카 방면 |

## 역사
- 1890년 12월 27일: 오사카 철도의 나라 ~ 오지 간 개업과 동시에 개업.
- 1900년 6월 6일: 간사이 철도가 노선을 양도받아 간사이 철도의 소속이 되었다.
- 1907년 10월 1일: 국유화에 따라 일본국유철도의 소속이 되었다.
- 1909년 10월 12일: 노선 명칭 제정에 따라 간사이 본선의 소속이 되었다.
- 1987년 4월 1일: 민영화에 따라 서일본 여객철도의 소속이 되었다.
- 2003년 11월 1일: 이코카의 사용이 개시되었다.

## 인접정차역
| 서일본 여객철도 간사이 본선 | 서일본 여객철도 간사이 본선 | 서일본 여객철도 간사이 본선 |
| --------------------------- | --------------------------- | --------------------------- |
| 나라 가모 방면              | ■ 야마토지 선               | 야마토코이즈미 오사카 방면  |